# فالتیچه
شهر فالتیچه (به رومانیایی: Fălticeni) در شهرستان سوچاوا در کشور رومانی واقع شده‌است. جمعیت این شهر ۳۳٬۸۶۷ نفر  است.

## نگارخانه

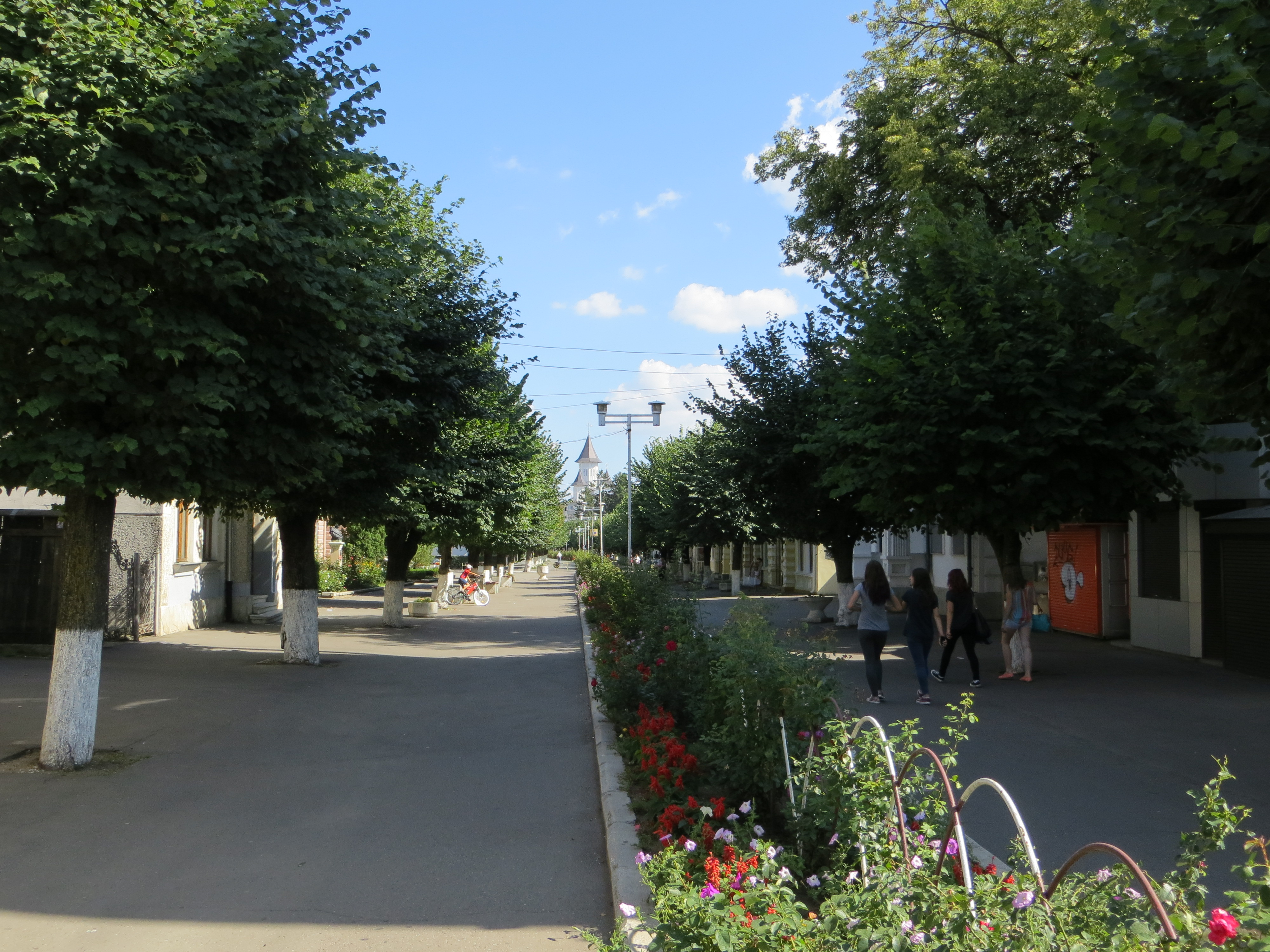
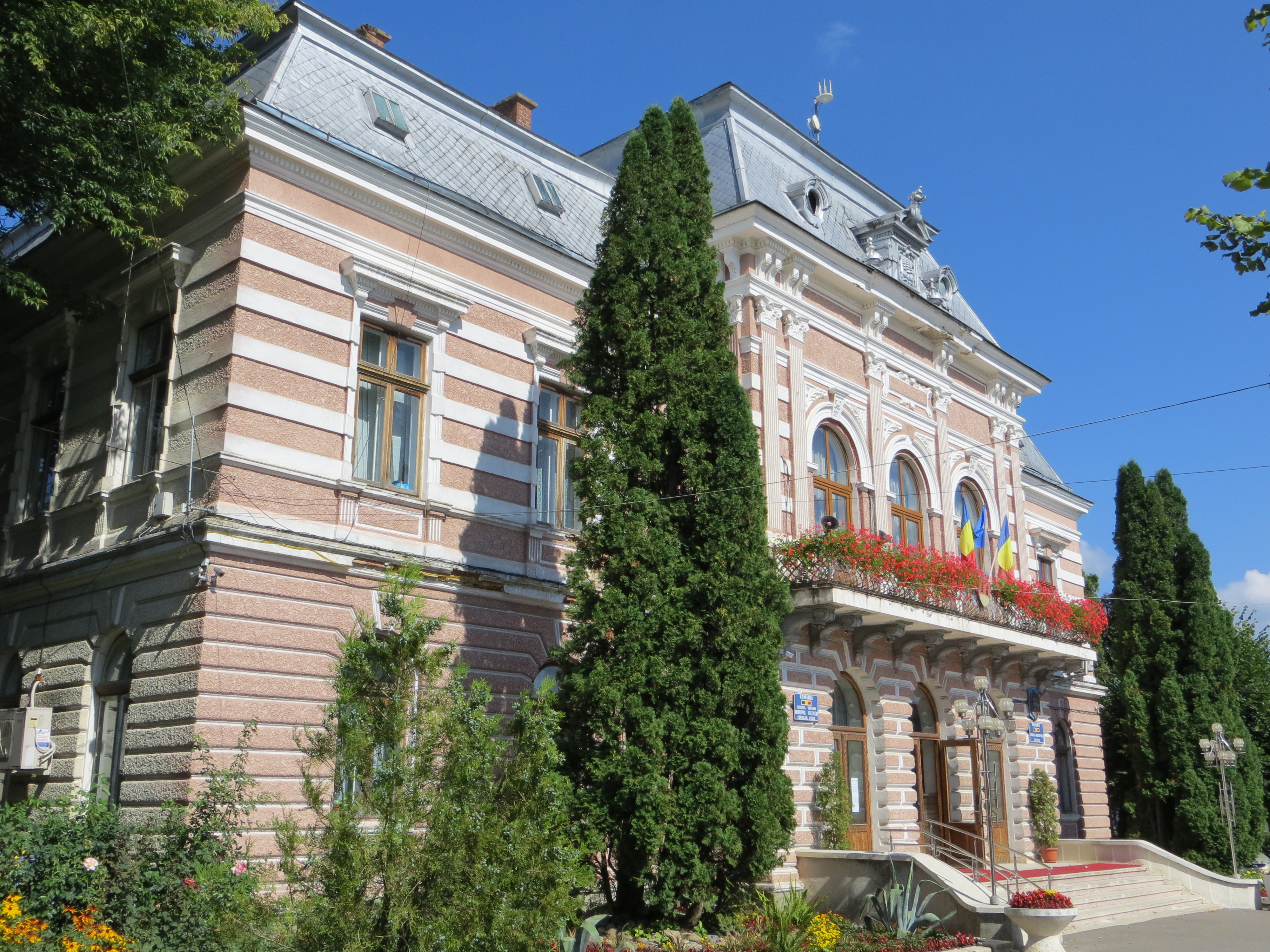
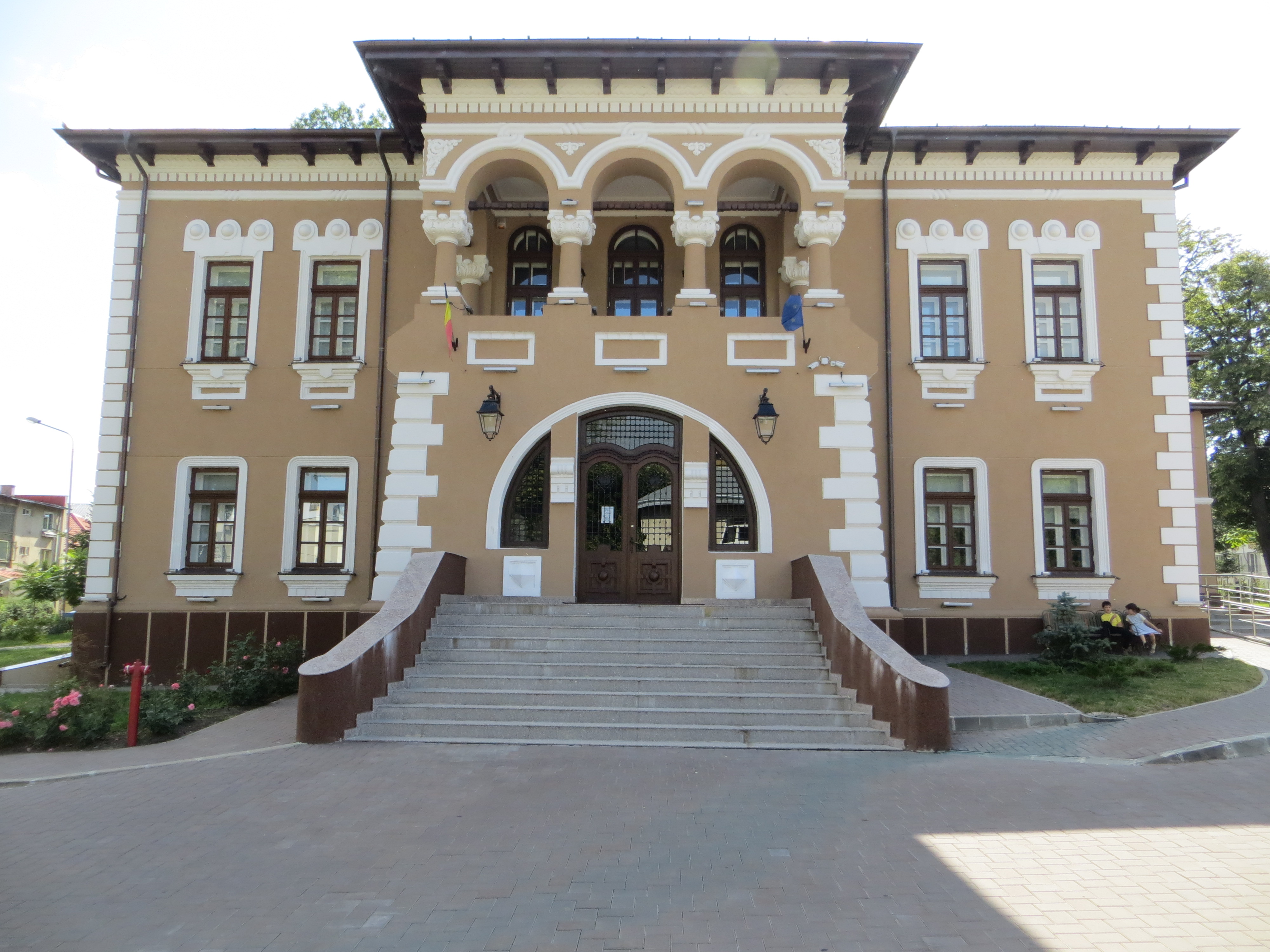
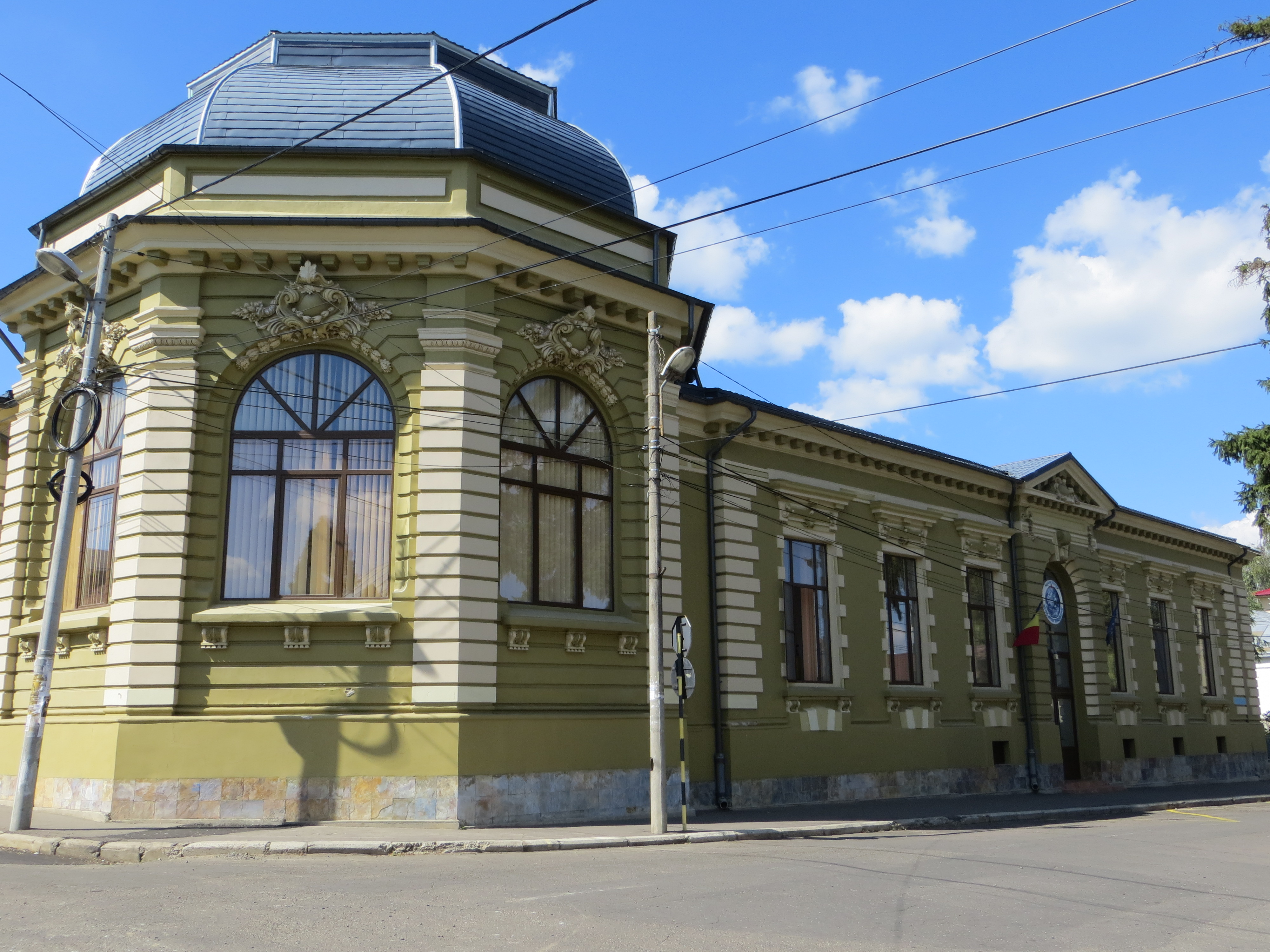
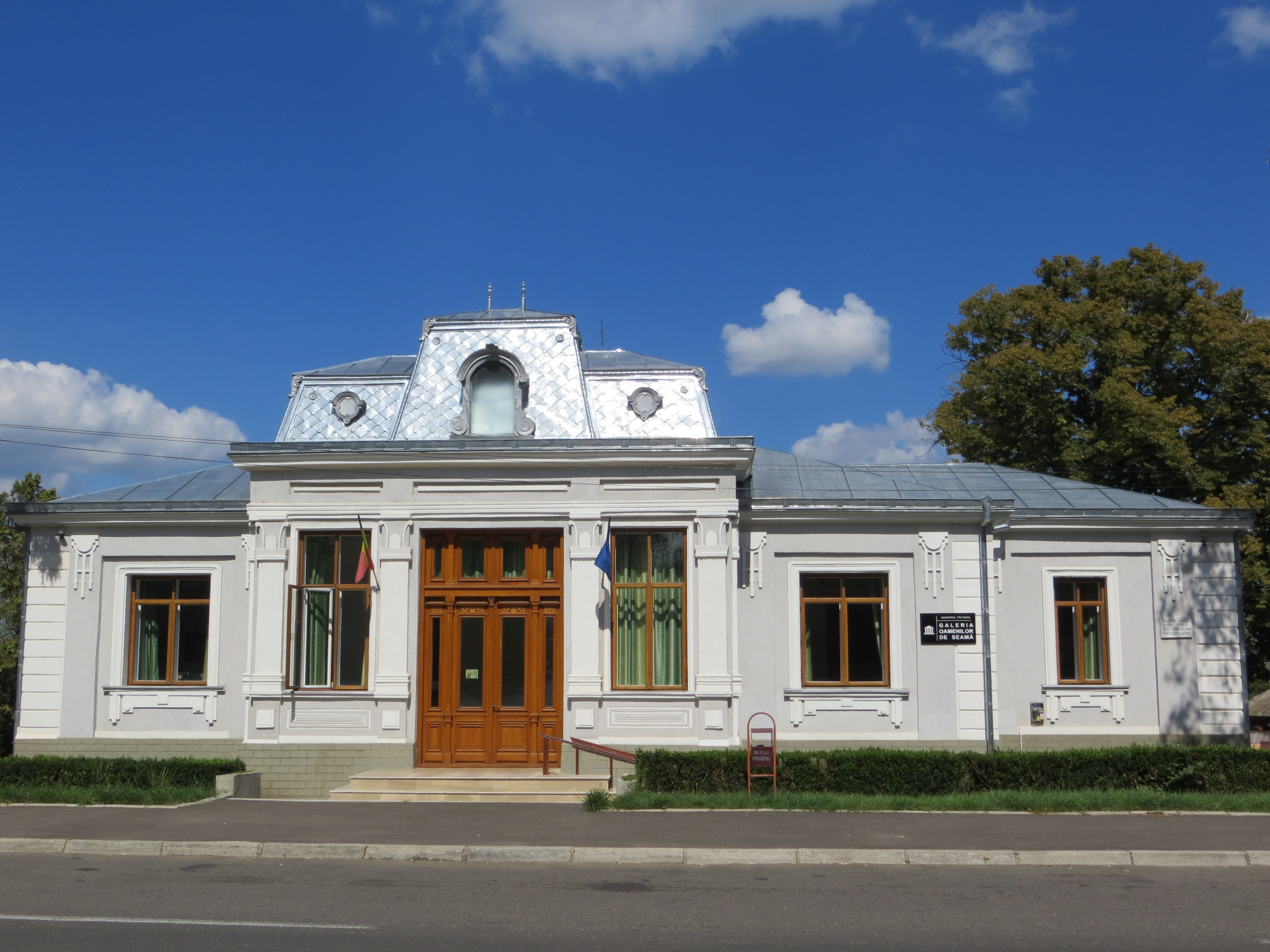
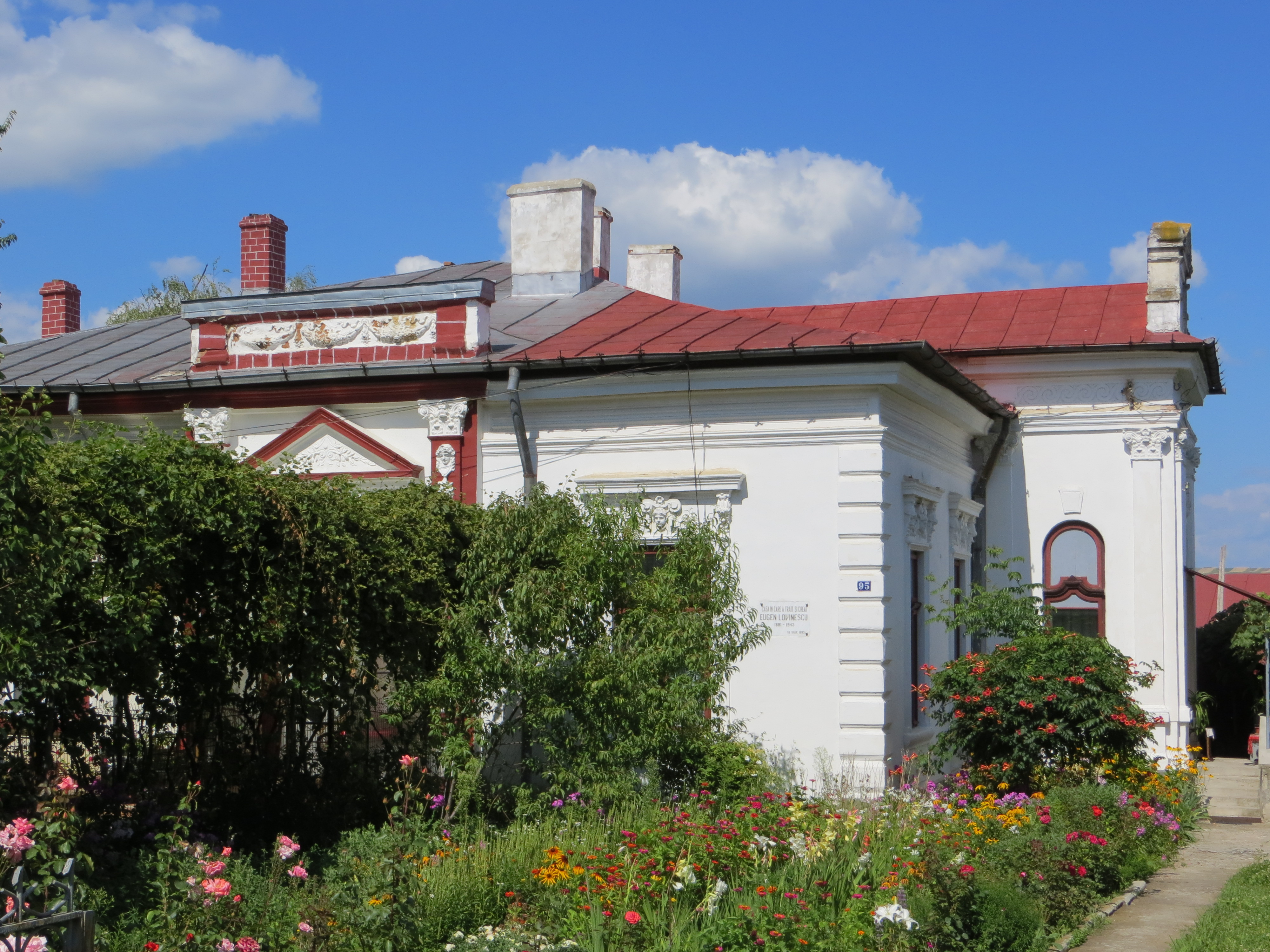
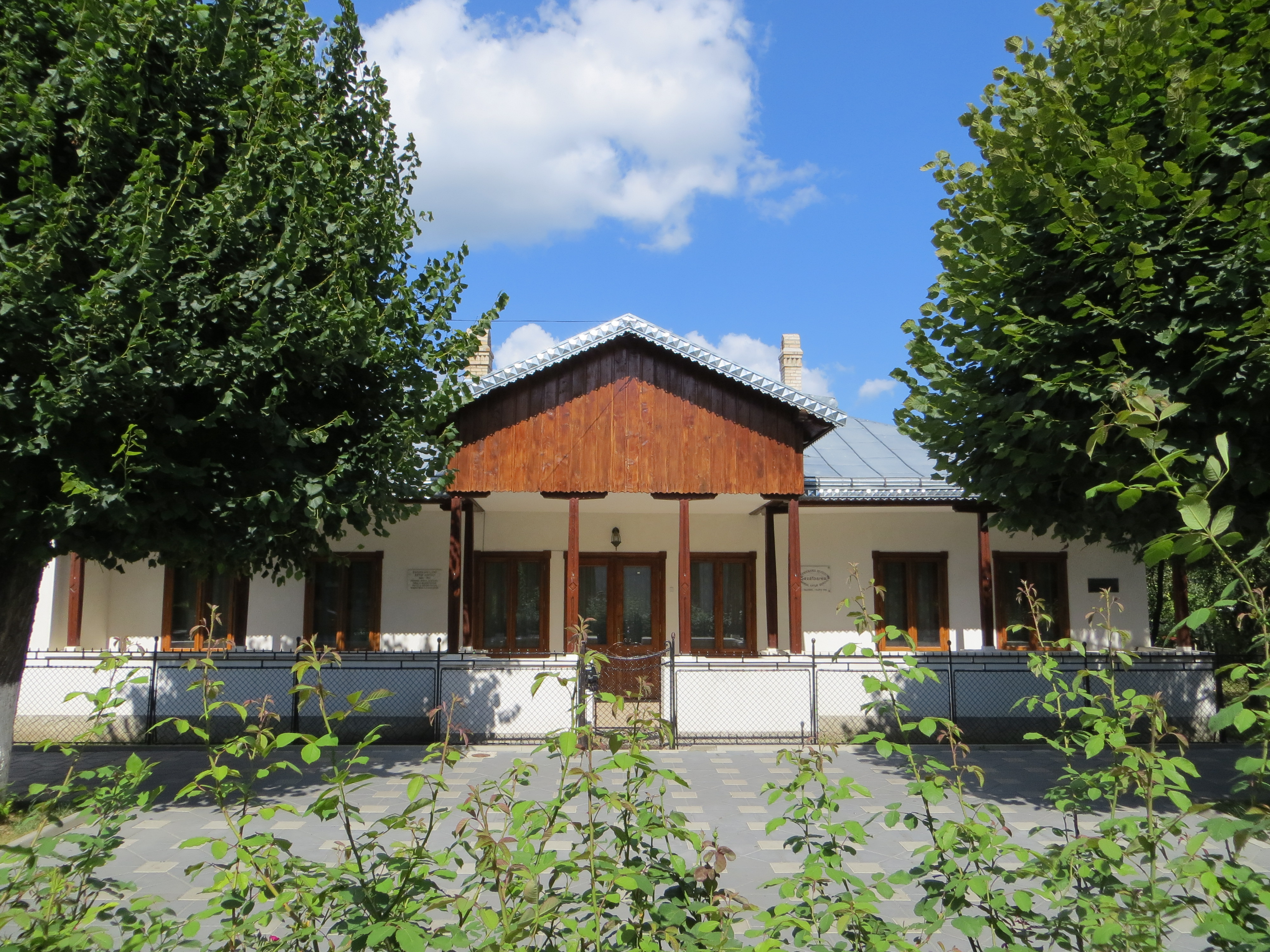
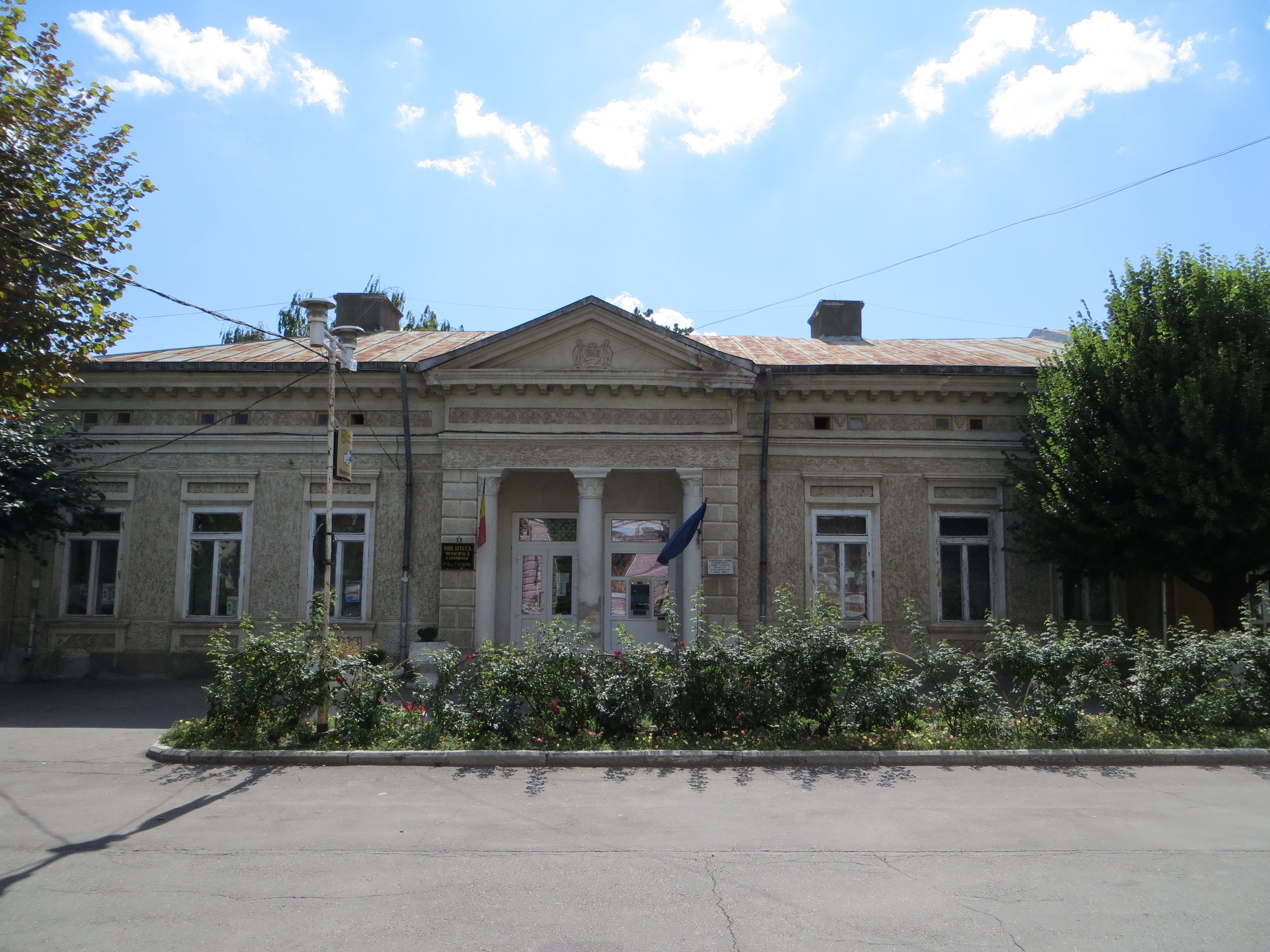
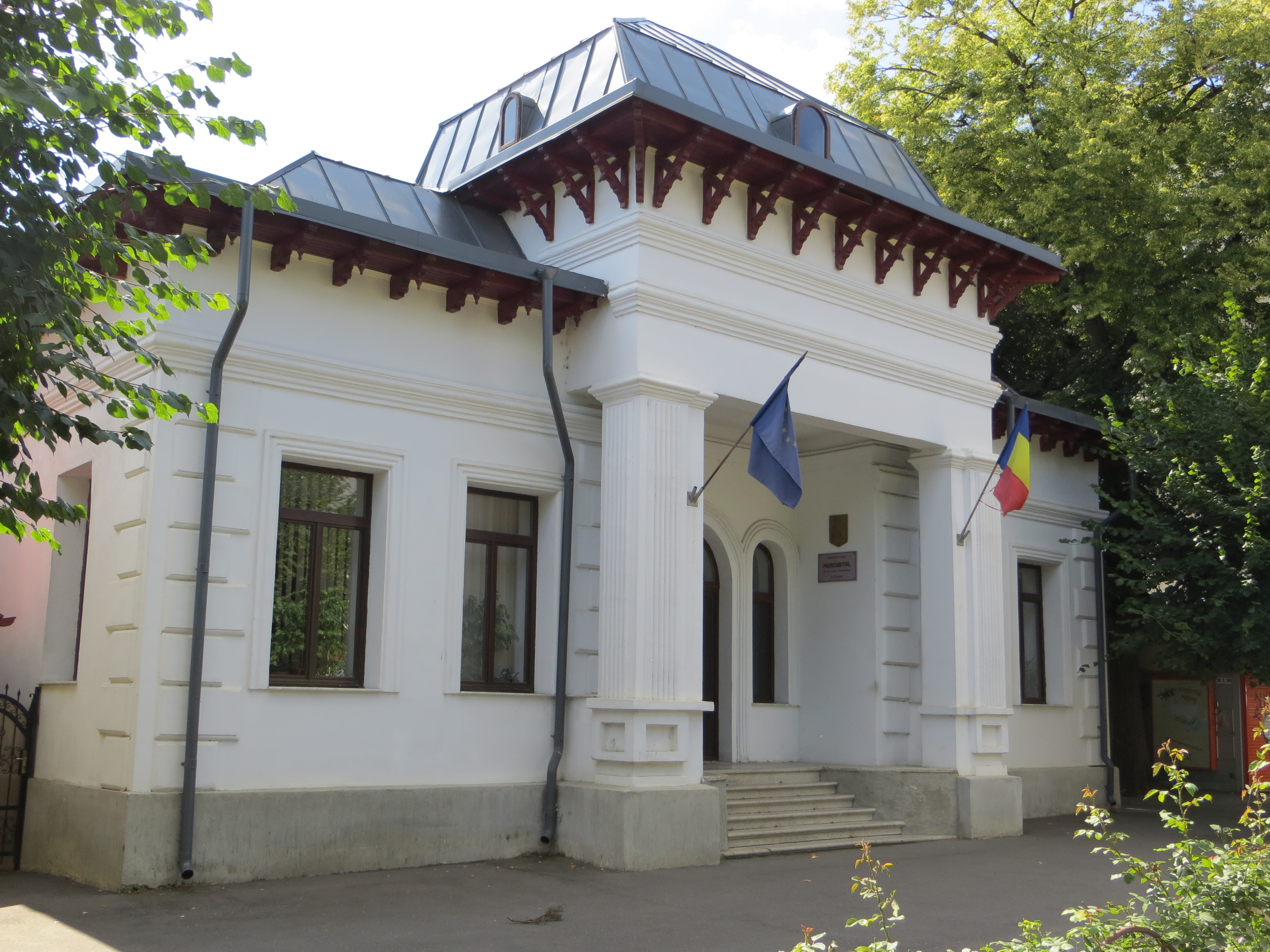
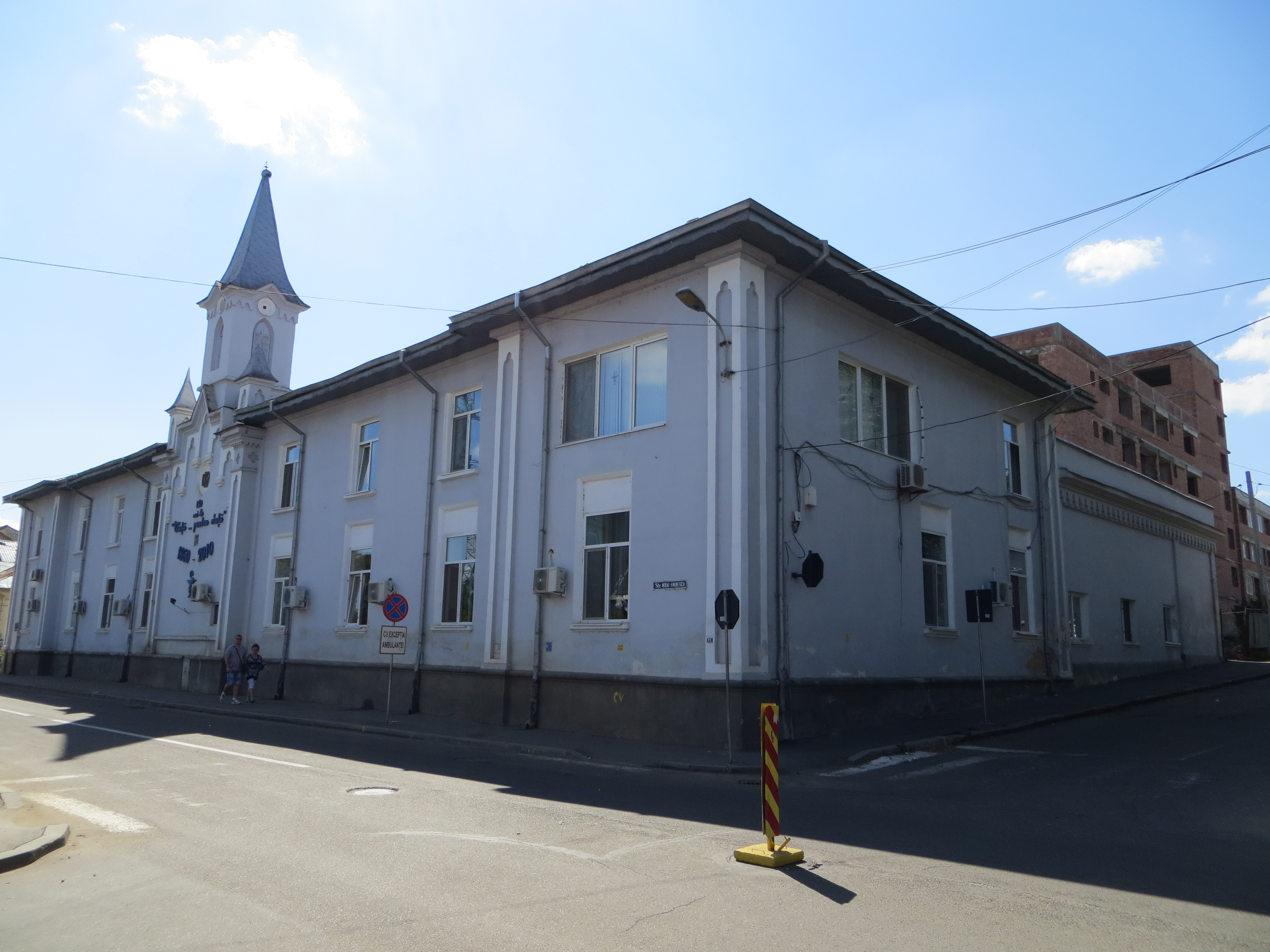
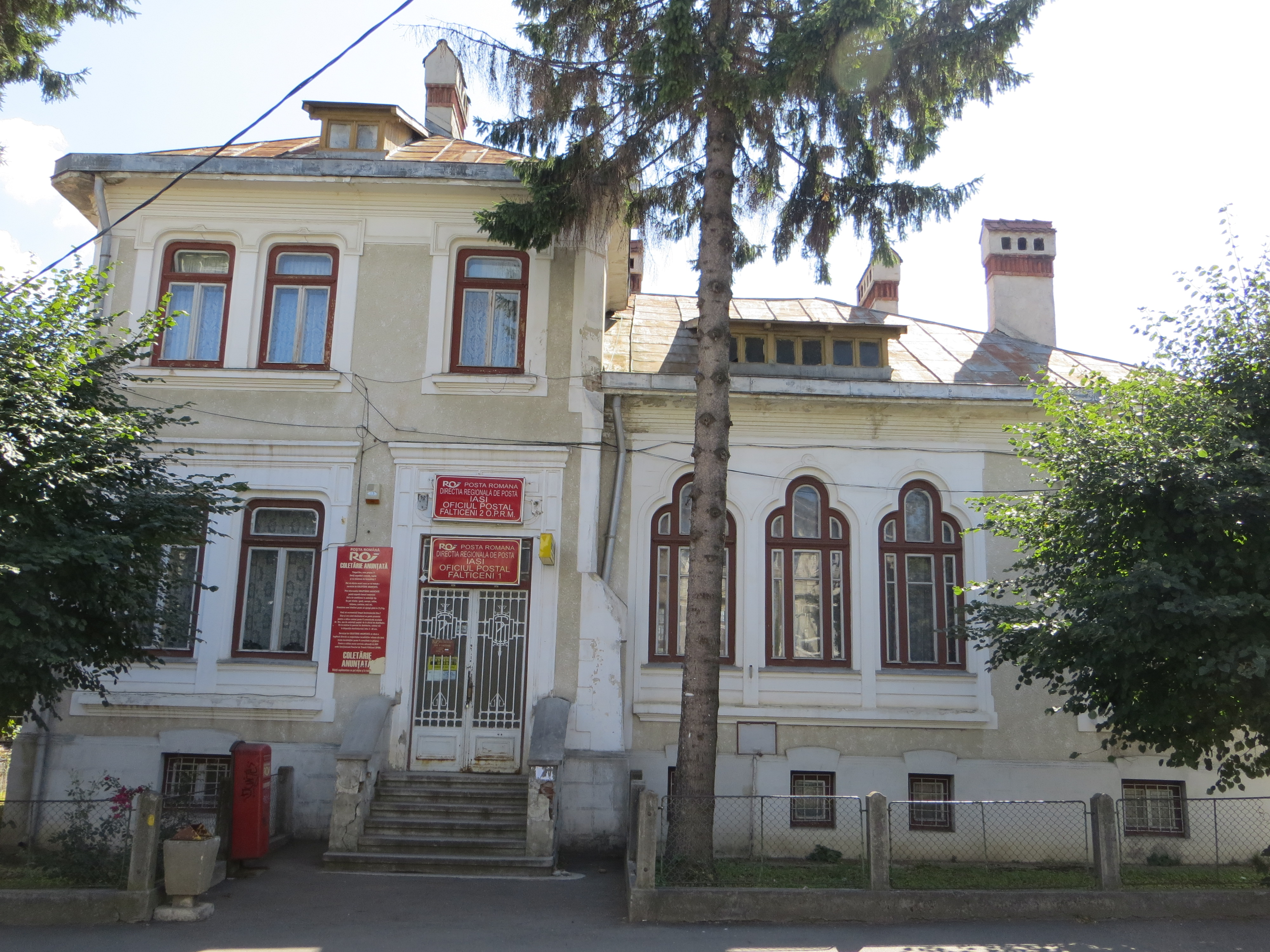
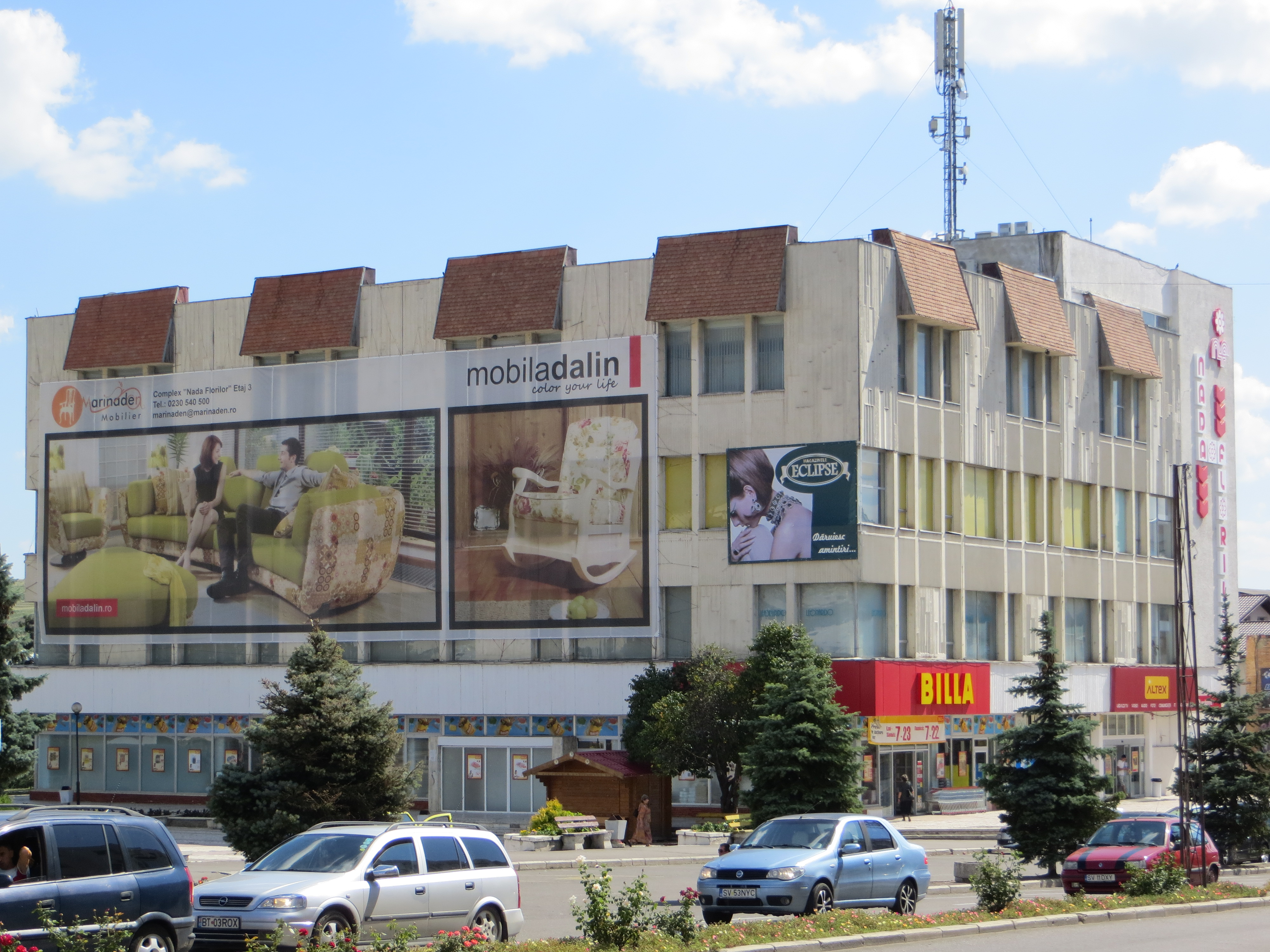
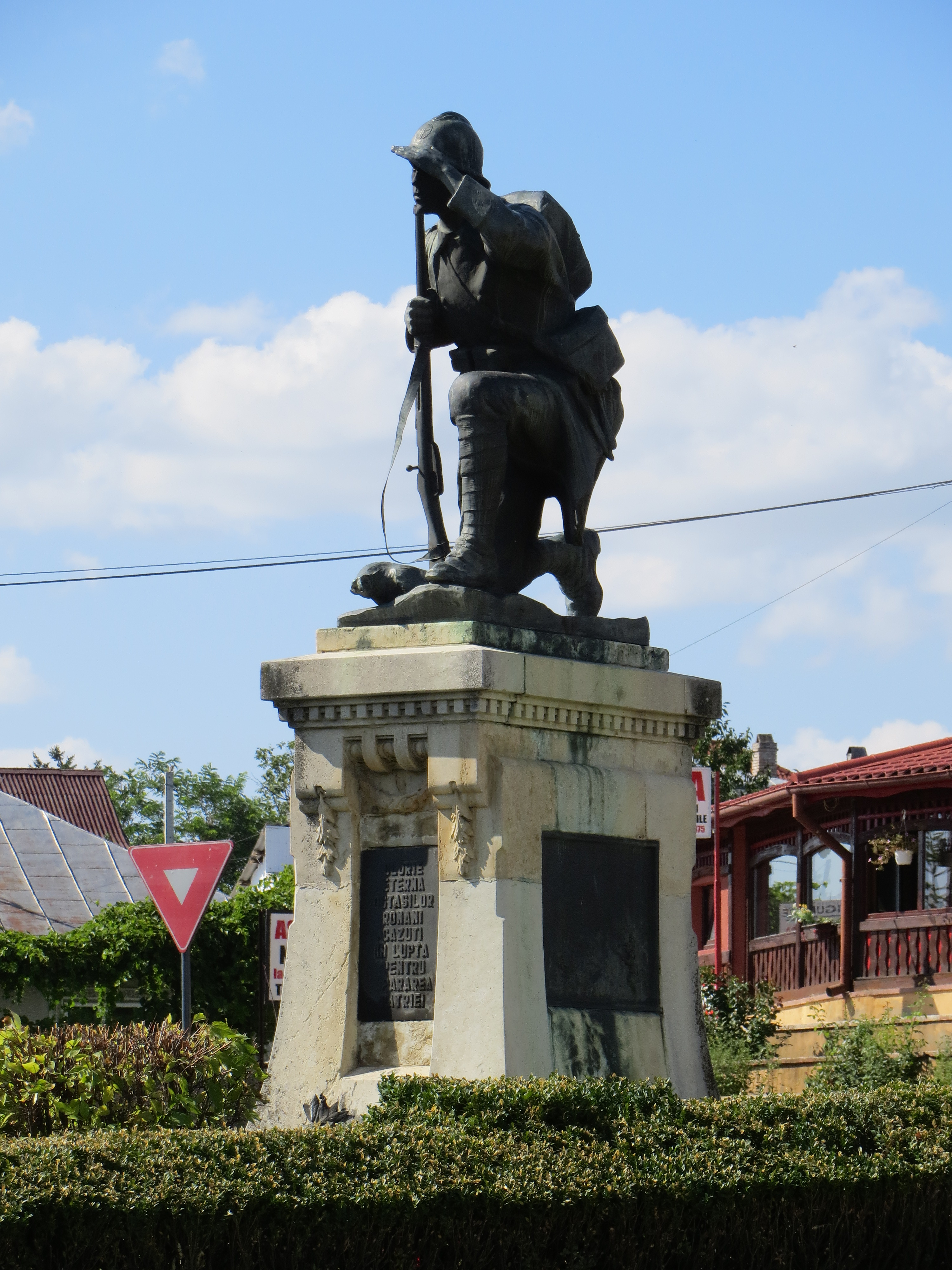
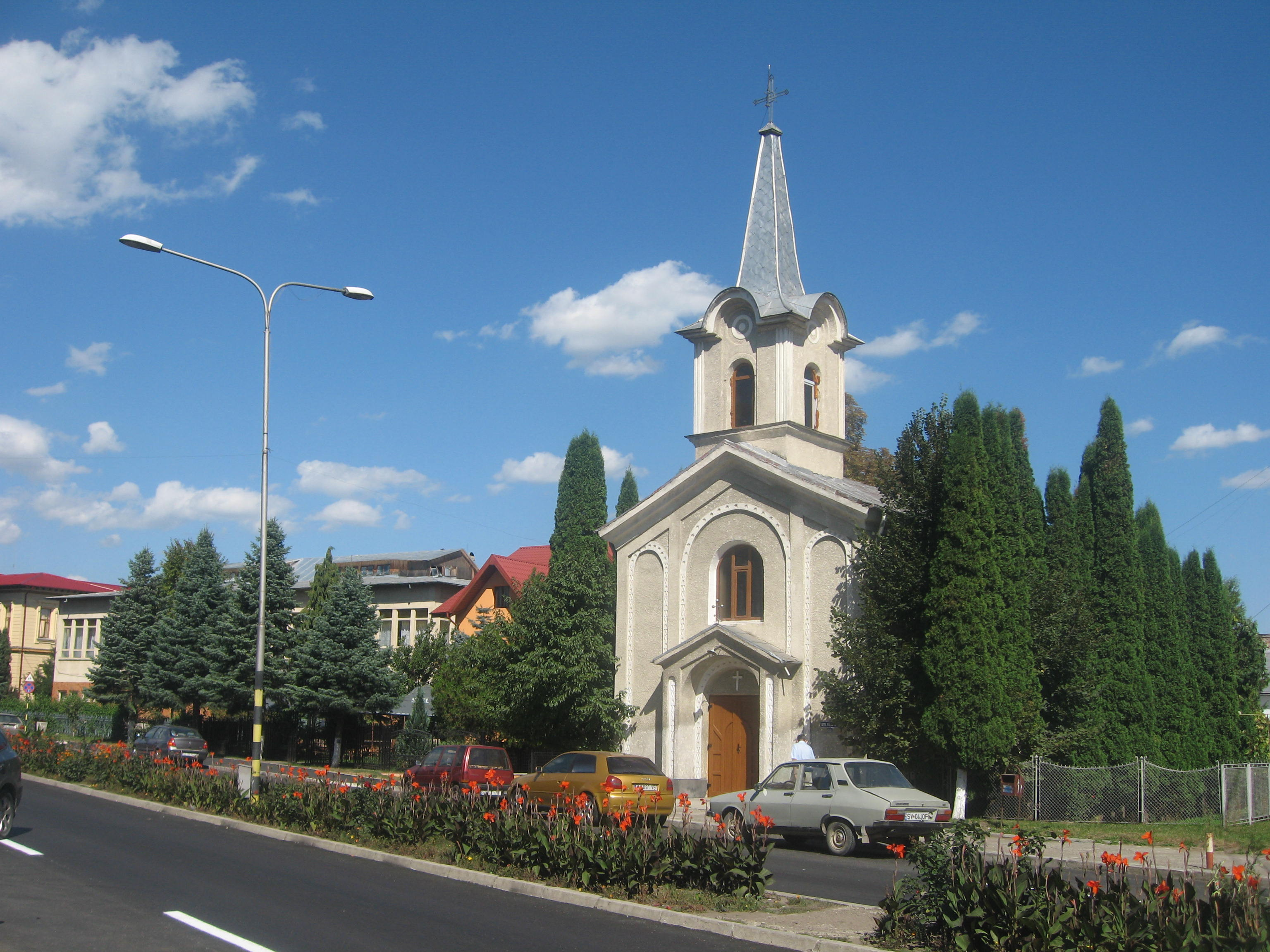
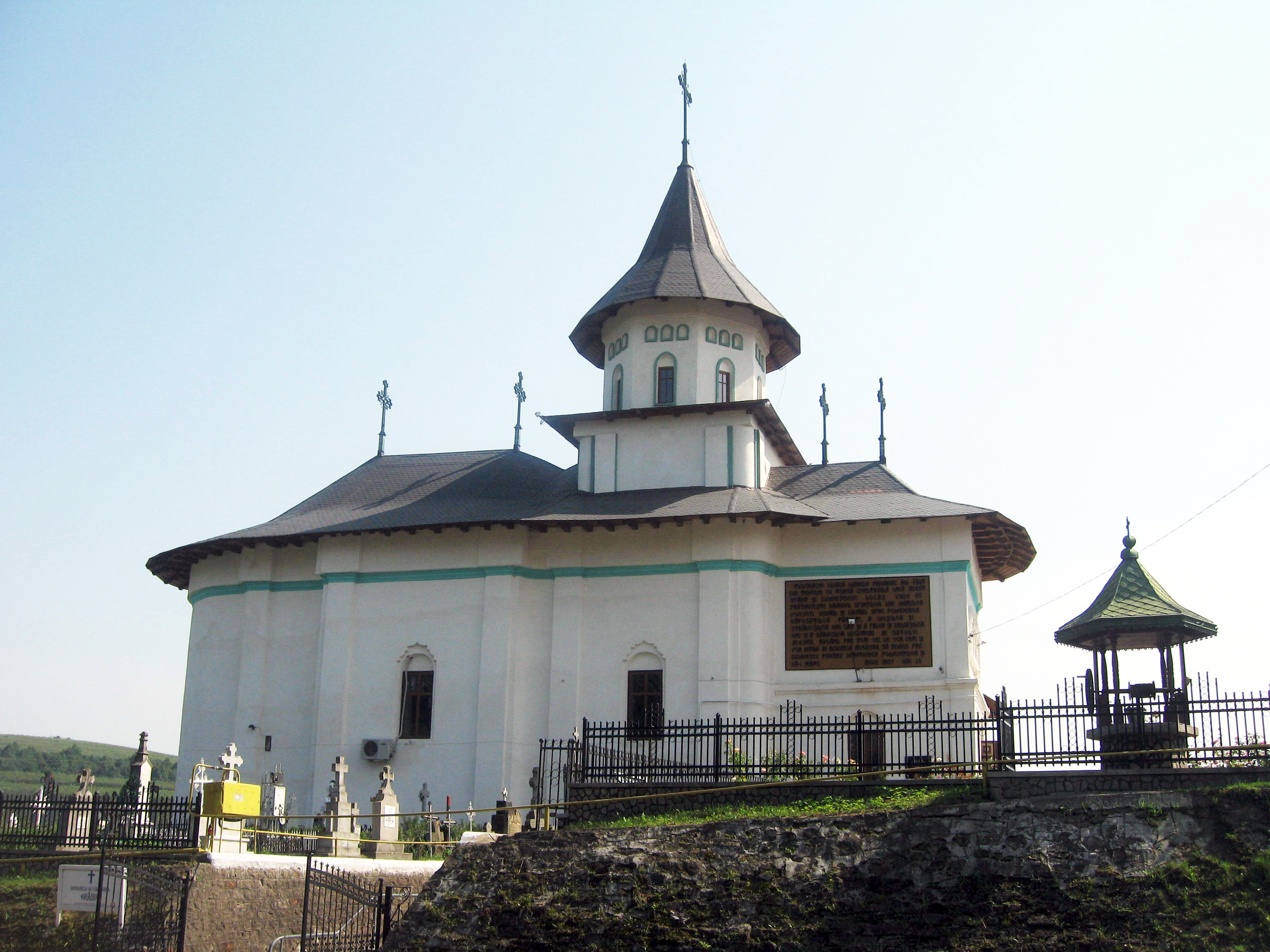
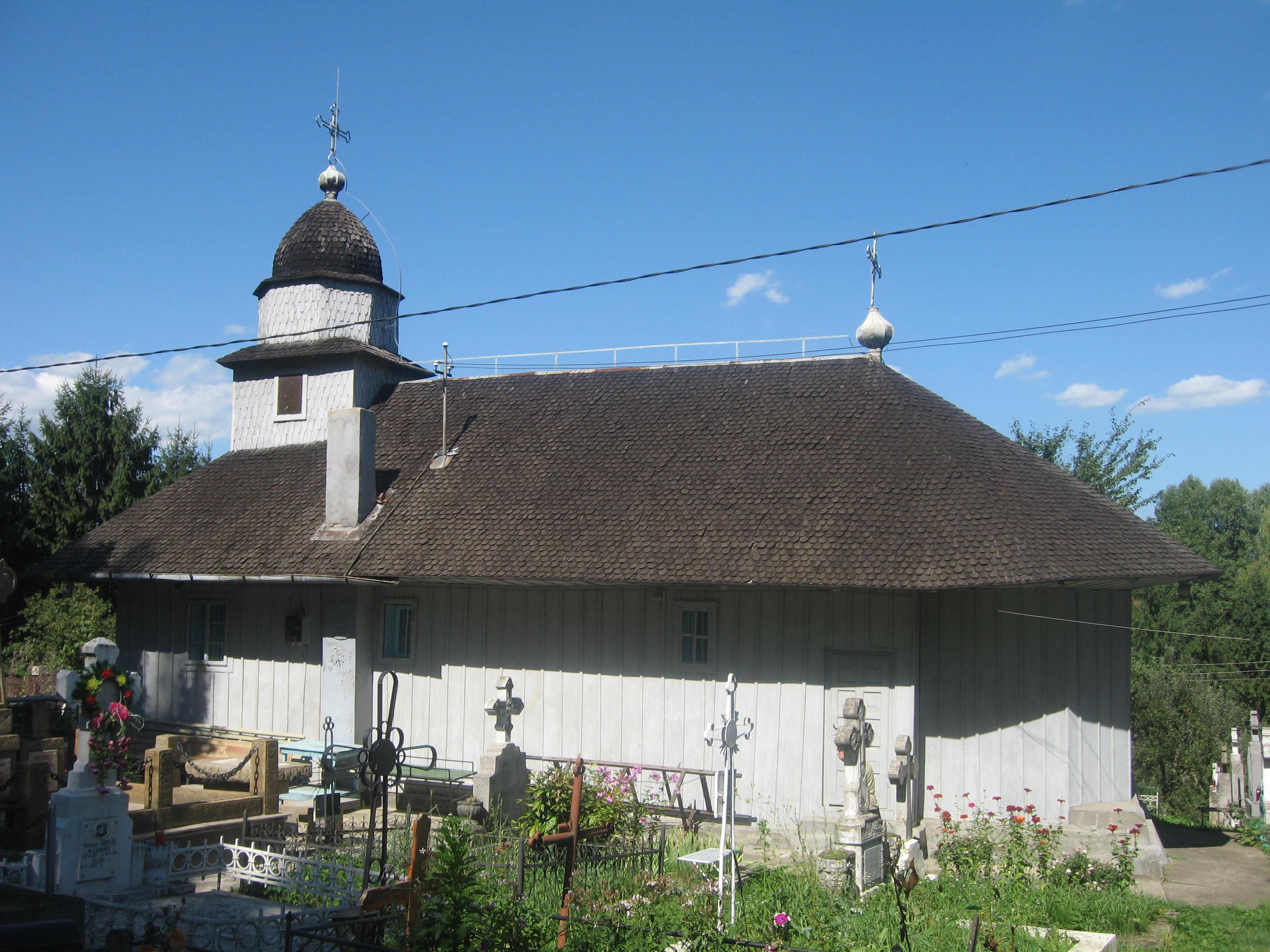
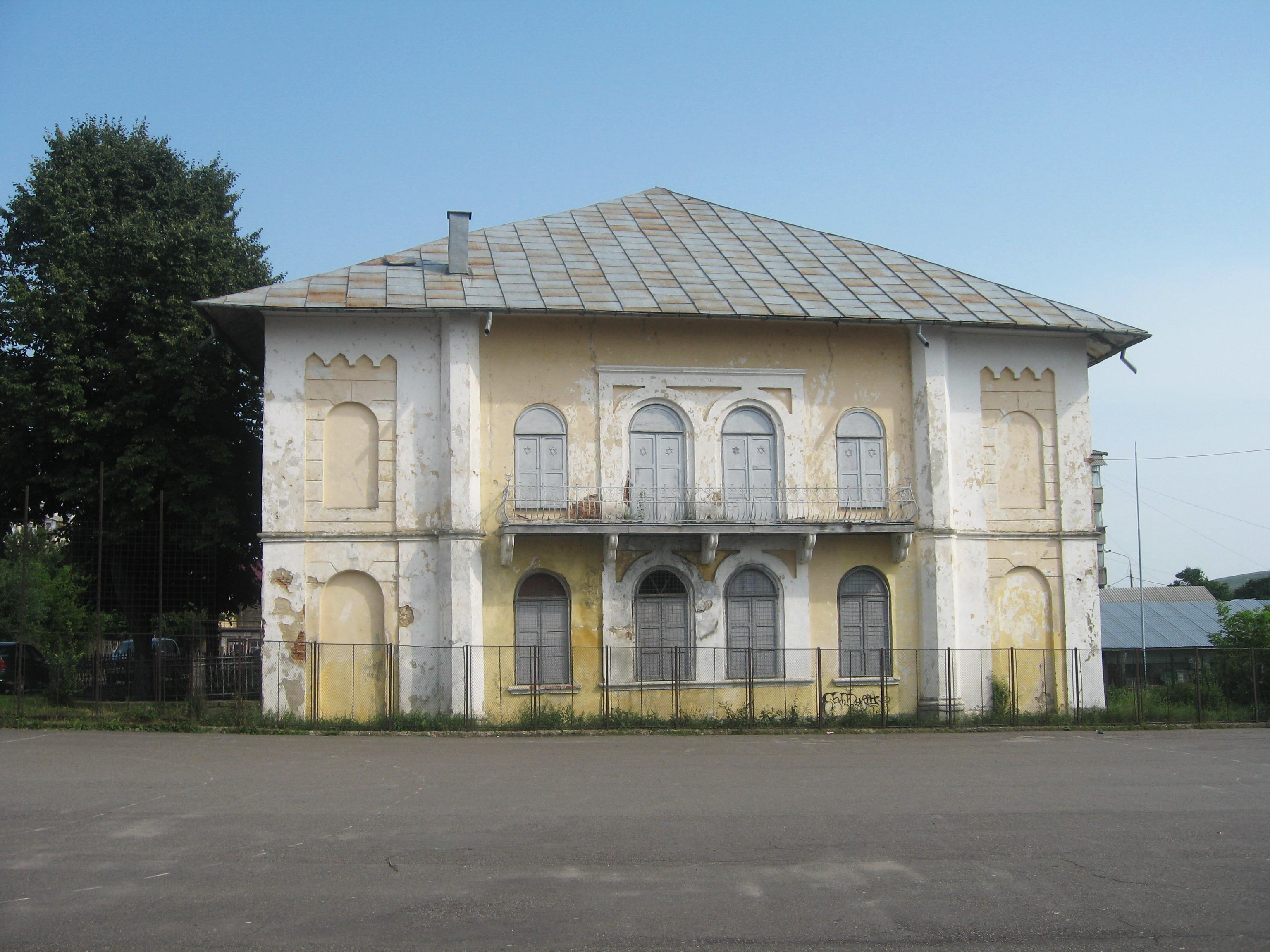
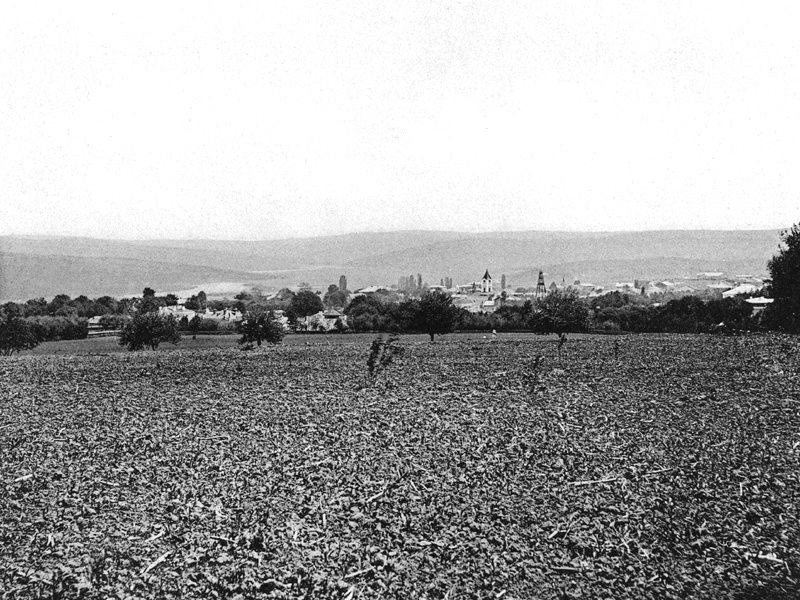